# Manuel Álvarez Ortega
 (novembre 2021).
La mise en forme du texte ne suit pas les recommandations de Wikipédia : il faut le « wikifier ».
Les points d'amélioration suivants sont les cas les plus fréquents :
- Les titres sont pré-formatés par le logiciel. Ils ne sont ni en capitales, ni en gras.
- Le texte ne doit pas être écrit en capitales (les noms de famille non plus), ni en gras, ni en italique, ni en « petit »…
- Le gras n'est utilisé que pour surligner le titre de l'article dans l'introduction, une seule fois.
- L'italique est rarement utilisé : mots en langue étrangère, titres d'œuvres, noms de bateaux, etc.
- Les citations ne sont pas en italique mais en corps de texte normal. Elles sont entourées par des guillemets français : « et ».
- Les listes à puces sont à éviter, des paragraphes rédigés étant largement préférés. Les tableaux sont à réserver à la présentation de données structurées (résultats, etc.).
- Les appels de note de bas de page (petits chiffres en exposant, introduits par l'outil «  Source ») sont à placer entre la fin de phrase et le point final[comme ça].
- Les liens internes (vers d'autres articles de Wikipédia) sont à choisir avec parcimonie. Créez des liens vers des articles approfondissant le sujet. Les termes génériques sans rapport avec le sujet sont à éviter, ainsi que les répétitions de liens vers un même terme.
- Les liens externes sont à placer uniquement dans une section « Liens externes », à la fin de l'article. Ces liens sont à choisir avec parcimonie suivant les règles définies. Si un lien sert de source à l'article, son insertion dans le texte est à faire par les notes de bas de page.
- La présentation des références doit suivre les conventions bibliographiques. Il est recommandé d'utiliser les modèles {{Ouvrage}}, {{Chapitre}}, {{Article}}, {{Lien web}} et/ou {{Bibliographie}}. Le mode d'édition visuel peut mettre en forme automatiquement les références.
- Insérer une infobox (cadre d'informations à droite) n'est pas obligatoire pour parachever la mise en page.

Pour une aide détaillée, merci de consulter Aide:Wikification.
Si vous pensez que ces points ont été résolus, vous pouvez retirer ce bandeau et améliorer la mise en forme d'un autre article.
 (septembre 2021).
Manuel Álvarez Ortega (né à Cordoue le 4 mars 1923 – mort à Madrid le 14 juin 2014) est un écrivain, traducteur et poète espagnol. Il est membre fondateur et directeur de la revue Aglae, répandue entre les années 1949-1954. Il mène à bien une grande partie de son œuvre à Madrid, ville où il s’installera en 1951.

## Biographie
Manuel Álvarez Ortega naît le 4 mars 1923 au numéro 4 de la rue Santa Victoria, dans la capitale cordouane. Il est le cinquième fils de Mariano Álvarez Berard et son épouse, Paula Ortega Soria. Son baptême a lieu le 6 avril 1923, à l’église du Salvador et Santo Domingo de Silos. Il est le frère du peintre et poète Rafael Álvarez Ortega. En l’année 1935, il intègre le collège provincial comme élève, où il fait la connaissance de Luis Jiménez Martos, parmi la rencontre d’autres belles amitiés. En 1942, après le Baccalauréat, il fait ses études supérieures de vétérinaire, à la Faculté de Cordoue —  laquelle, auparavant, aurait appartenu à l’Université de Séville —. En 1951, il devient vétérinaire, après avoir passé le concours de l’Académie de Santé Militaire à Madrid. Néanmoins, en 1972 Álvarez Ortega renonce à cette charge publique, laquelle prétendument devait lui seoir bien, vu l’éclosion de son étape marquée par le ton des « Services Civils » (où il exerce en tant que commandeur vétérinaire), et car sa puissante volonté le conduit à se consacrer entièrement à la littérature. Il décède le 14 juin 2014, à l’âge de 91 ans.

## Parcours littéraire
Le mois d’avril de l’année 1948 il devient méritoire de reconnaissance grâce à la parution de son premier livre, La huella de las cosas (une sélection de poèmes écrits entre 1941 et 1948 et édités par lui-même, à Cordoue). Une année plus tard, également en avril et sans tarder, le premier numéro de la revue Aglae, présenté sous forme d’anthologie, voit le jour. Ensuite, en mars 1950, son deuxième livre, Clamor de todo espacio, est publié, introduit dans la (ici dite) collection Aglae. Quatre annuités plus tard (1954), l’œuvre Hombre de otro tiempo est derechef publiée par ce même sceau, tandis que le mois de décembre de cette date Álvarez Ortega est nommé finaliste du prix Adonais, avec son recueil de poèmes Exilio, publié l’année suivante. En 1955, conjoint avec José García Nieto, López Anglada, Leopoldo de Luis, Ramón de Garciasol et d’autres intellectuels, il échafaude la collection Palabras y Tiempo, rattachée à la maison d’édition Taurus.
En 1960, à la suite de la traduction de Crónica (Saint-John Perse), et en raison de la publication d’un numéro extraordinaire de la revue Poesía española, laquelle rend hommage au distingué du prix Nobel à l’époque, il se plonge dans une étape de traduction immuable: une mer qui baignera son corps, éduquera son âme et galvanisera son souffle jusqu’à la fin de sa vie. Parmi d’autres auteurs, il traduira la voix poétique de René Char, Bataille, Bonnefoy, Jaccottet, Desnos, Tzara, Artaud, Michaux, Aragon, Ponge, Leiris, Queneau, Senghor, Lanza de Vasto, Péret, Éluard, Laforgue, Breton, De La Tour du Pin, Jarry, Lautréamont, Oscar Milosz ou Apollinaire.
En avril 1962, une nouvelle parution est signalée: celle de ses œuvres Dios de un día et Tiempo en el Sur, appartenant à un seul volume, dans la collection « Palabra y Tiempo », par Taurus, respectivement. En décembre 1963, il obtient l’accessit du prix Adonais, à bonne enseigne du livre Invención de la muerte, divulgué deux mois après. Le mois de septembre de l’année 1964 il collabore quant à l’écriture de l’anthologie Poesía contemporánea, publiée chez Aguilar. Après celle-ci, d’autres créations émérgeront aux yeux lecteurs, portant haut et fort la puissance d’un remarquable succès : Poesía francesa contemporánea (1967), avec laquelle il est lauréat au Grand prix national de traduction ; Poesía simbolista francesa (1975) et Veinte poetas franceses del siglo veinte (2001). Le mois de mai 1967 il apporte sa pierre à l’édifice de « Televisión Española », tout en s’adhérant au programme El oro del tiempo, dirigé par le poète José García Nieto. Préalablement à cette coopération, il avait eu part à El alma se serena, une autre émission télévisée de la chaîne mentionnée (« Televisión Española »), dirigée par le chantre Juan Van-Halen. Cette même année, la parution de deux titres d’Álvarez Ortega est pareillement mémorable: Despedida en el tiempo et Oscura marea symbolisent cette cérise sur le gâteau comme assaisonnement d’une création prolifique. Le mois de décembre, son œuvre règne à bon escient dans la scène théâtrale : Fábula de la Dama y los alpinistas est dramatisée en un seul acte. Concernant Oficio de los días et Reino memorable, il s’agit de parutions datées du 1969. En 1972, le poète publie Carpe diem et, chez Devenir, son Antología Poética (1941-71) surgit, avec un préface dont Marcos Ricardo Barnatán prend la plume. L’année suiveuse de cette parution, Tenebrae éclore comme cahier spécial de la revue Cuadernos Hispanoamericanos, et en janvier 1975 Génesis jaillit, chez Visor. 
Après le fleurissement de plusieurs œuvres mineures (Fiel, infiel ; Escrito en el Sur ; Templo de la mortalidad ; Lilia culpa ou Sea la sombra), en 1988 se dévoile Gesta, et en 1990 Código ressort. L’on ne peut négliger que, dans les deux cas, les parutions ont lieu grâce à Devenir, maison d’édition dirigée par Juan Pastor. En 1992, Álvarez Ortega publie en livre et cassette — sa voix en devient le sceau — Génesis, chez Ediciones Portuguesas. L’année ultérieure, Liturgia bourgeonne, tandis qu’Intratexto se fraye un chemin (textuel, en guise de redondance) en 1977 (œuvres pareillement parues chez Devenir). En avril 1998, cette même édition lance un livre-hommage, Dedicatoria, où des ballades de nombreux poètes amis et une étude évasée de son œuvre y afférent rayonnent. En 2001, sa candidature pour l’Académie suédoise est proposée et conséquemment acceptée, pour la première fois, pour le prix Nobel. Subséquemment (2002), Desde otra edad fait irruption dans le panorama littéraire, avant une seconde candidature pour le prix Nobel, en 2003. Ensuite, l’année 2005 est marquée par la publication de Despedida en el tiempo. Antología poética (1971-2001), œuvre éditée par Marcos-Ricardo Barnatán. L’année 2006, son œuvre poétique [Obra poética (1941-2005)] est publiée chez Visor, et un an plus tard Devenir édite Antología Poética (1941-2005). Dans cette même date, la parution d’Adviento est émérite, pendant qu’en 2007 Mantia Fidelis sera un ouvrage saillant, publié chez Huerga y Fierro. Les deux derniers recueils de poèmes parvenus à la connaissance du public ont été Cenizas son los días (Devenir, 2010) et Ultima necat (Abada, 2012).

## Fondation Manuel Álvarez Ortega
Le mois de novembre de l’année 2015 la Fondation Manuel Álvarez Ortega a été constituée – fmao.es —, avec signature devant notaire des statues fondateurs, selon la volonté exprimée, au fil de la plume (dans un sens littéral et métaphorique) par le poète et traducteur cordouan. Le Patronat de la Fondation, présidé par Juan Pastor, exécuteur testamentaire, ligué à Jaime Siles et Margarita Prieto, compte sur les contributions de personnalités importantes, telles que lesdits Antonio Colinas, Marcos Ricardo Barnatán, César Antonio Molina, Fanny Rubio et Margarita Prieto (secrétaire). Le but de cette entité consiste à appuyer la conservation, l’étude et la diffusion des fonds documentaires, bibliographiques, picturales et épistolaires d’Álvarez Ortega. Le mois de juin 2021, la collection de fonds bibliographiques et archivistiques de la Fondation Álvarez Ortega a été déposée à l’Université de Cordoue. Cet héritage contient, parmi d’autres matériaux, la correspondance de l’auteur et d’œuvres toujours inédites, comme élan d’un sentier où, reposant au cœur des lettres, Álvarez Ortega se laisse enfermer par l’intime et infini voyage que les mots lui offrent, pour ainsi s’ériger : une indomptée sagesse jaillit de sa création. 

## Poésie
- La     huella de las cosas (Imprenta     Ibérica, Cordoue, 1948)
- Clamor     de todo espacio (Aglae, Cordoue, 1950)
- Hombre     de otro tiempo (Aglae, Cordoue, 1954)
- Exilio     (Adonais,     Madrid, 1955)
- Dios     de un día / Tiempo en el Sur (Taurus, Madrid, 1962)
- Invención     de la muerte (Adonais,     Madrid, 1964)
- Despedida     en el tiempo (Pájaro     Cascabel, Mexique et Madrid, 1967)
- Oscura     marea (Librairie     El Guadalhorce, Malaga, 1968)
- Oficio     de los días / Reino memorable (Arbolé, Madrid, 1969)
- Carpe     diem (Provincia,     León, 1972)
- Antología     1941-1971 (Plaza     y Janés, Barcelone, 1972)
- Tenebrae     (Cuadernos hispanoamericanos –     Institut de Culture Hispanique, Madrid 1973)
- Génesis (Visor, Madrid,     1975)
- Fiel infiel (Provincia,     León, 1977)
- Escrito en el Sur (prix littéraires     Ville d’Irun, Saint-Sébastien, 1979)
- Templo de la     mortalidad (Fondation Rielo, Madrid, 1982)
- Sea la sombra (Cuadernos     Hispanoamericanos - Cooperación Iberoamericana, Madrid, 1984)
- Lilia Culpa (Antorcha     de Paja, Cordoue, 1984)
- Gesta (Devenir,     Barcelone, 1988)
- Código (Devenir,     Madrid, 1990)
- Liturgia (Devenir,     Madrid, 1993)
- Obra Poética     (1941.1991) (Édition non commerciale, Madrid, 1993)
- Clautro del día (Antelia,     Madrid, 1996)
- Corpora Terrae (Antelia,     Madrid, 1998)
- Desde otra edad (Devenir,     Madrid, 2002)
- Égloga de un     tiempo perdido (Antelia, Madrid, 2003)
- Despedida en el     tiempo (1941-2001) Antología poética. (Huerga y Fierro, Madrid,     2004)
- Visitación (Antelia,     Madrid, 2005)
- Obra poética     (1941-2005) (Visor, Madrid, 2006)
- Antología Poética     (2041-2005) (Devenir, Madrid, 2007)
- Adviento (Antelia,     Madrid, 2007)
- Mantia Fidelis (Huerga y     Fierro, Madrid, 2008)
- Cenizas son los     días (Devenir, Madrid, 2010)
- Ultima necat (Abada,     Madrid, 2012)

## Essai
- Intratexto (Devenir, Madrid, 1997)
- Diálogo (Devenir, Madrid, 2013)

## Théâtre
- Fábula de la dama y los alpinistas (Antelia. Édition non     commerciale, Madrid, 2008)
- La travesía (Un sueño, o no) (Antelia. Édition non     commerciale, Madrid, 2009)

## Enregistrements
- Génesis. Texte complet récité par la voix de l’auteur. Livre et cassette (Ediciones     portuguesas, Valladolid, 1992)

## Anthologies
- Poesía belga contemporánea. Avec d’autres traducteurs     (Aguilar, Madrid, 1964)
- Poesía francesa contemporánea (Taurus, Madrid 1967; 2a ed.     Akal, Madrid, 1983)
- Poesía simbolista francesa (Editora Nacional, Madrid,     1975; 2a ed. Akal, Madrid, 1984)
- Veinte poetas franceses del siglo veinte (Devenir, Madrid, 2001)

## Traductions
- Crónica (par Saint-John Perse, Poesía Española, 95, Madrid,     1960)
- Salmos (par Patrice de la Tour du Pin, Plaza y Janés, Barcelone, 1972)
- Antología poética (par Apollinaire, Visor, Madrid, 1973)
- Estelas (par Victor Segalen, Visor, Madrid, 1974)
- El amor, la poesía (par Paul Éluard, Visor, Madrid, 1975)
- Poemas (par Jules Laforgue, Plaza y Janés, Barcelone, 1975)
- Pájaros y otros poemas (par Saint-John Perse, Visor,     Madrid, 1976)
- Poemas. 2 Vols. (par André Breton, Visor, Madrid, 1978)
- El gran juego (par Benjamin Péret, Visor, Madrid, 1978)
- Antología (par Alfred Jarry, Visor, Madrid, 1982)
- Obra Completa (par Lautréamont, Akal, Madrid, 1988)
- Sinfonías/Salmos (par O.V. de L. Milosz, Antelia, Madrid, 2004)
- Cántico del conocimiento (par O.V de L. Milosz,     Antelia, Madrid, 2005)
- Antología poética (par O.V. de L. Milosz, Devenir, Madrid, 2008)

## Translations de ses œuvres
- Poemas / Poems. Version en anglais par Louis Bourne (Antelia, Madrid, 2002)
- Genèse / Domaine de l'ombre. Version en français par Jacques Ancet (Le Taillis Pré, Châtelineau, 2012)

## Livres portant sur son ouvrage
- VV.AA. A Manuel Álvarez Ortega.     Dedicatoria (Devenir, Madrid, 1998)
- Asunción Córdoba: Fábula muerta. En torno     al universo simbólico en la poesía de Manuel Álvarez Ortega (Devenir,     Madrid, 2008). [Thèse doctorale soutenue à l’Université d’Alicante (1991)     avec le paratexte suivant: Fábula muerta: el universo simbólico de     Álvarez Ortega]
- Ruiz Soriano, Francisco. La poesía de Manuel     Álvarez Ortega (Devenir, Madrid, 2013) [Publié préalablement chez     Antelia, comme édition non commerciale, Madrid, 2009]
- Ruiz Soriano, Francisco. Aglae     (1949-1953) de Manuel Álvarez Ortega, una revista de postguerra (Huerga     y Fierro, Madrid, 2016)
- Sánchez Dueñas, Blas (ed.). Manuel     Álvarez Ortega y su tiempo (Devenir, Madrid, 2018)
- Alarcón Sierra, Rafael (ed.). La poética     de la modernidad y la obra de Manuel Álvarez Ortega (Devenir,     Madrid, 2019)
- Torralbo Caballero, Juan de Dios (ed.). Manuel     Álvarez Ortega. Traducción poética, lucidez, crítica social y denuncia (Devenir,     Madrid, 2020)

## Études de cas dans des revues spécialisées
- AA.VV. « Manuel Álvarez Ortega » (Coord. Marcos Ricardo Barnatán), Fablas. Revista de Poesía y Crítica, n.º 34-35, 1972
- Antorcha de Paja, Pliego de Poesía, nº 3, Cordoue, février 1974
- Culturas, Supplément du journal Córdoba, Cordoue, 20 mai 1986
- AA.VV. « Manuel Álvarez Ortega » (Coord. Francisco Ruiz Soriano), Barcarola. Revista de Creación Literaria, n.º 58-59, 1999
- AA.VV. « Manuel Álvarez Ortega » (Coord. Juan Pastor), La Manzana Poética, nº 32, 2013

## Lauréats
- 1954: Accessit au prix Adonais, pour le livre Exilio
- 1963: Accessit au prix Adonais, pour le livre Invención     de la Muerte
- 1967: Grand prix national de traduction, pour l’anthologie     Poesía francesa contemporánea
- 1976: prix de la IV Biennale de Poésie de León,     pour le livre Fiel infiel
- 1978: prix Ville d’Irun, pour Escrito en el     Sur.
- 1981: I prix de Poésie Mystique de la Fondation     Fernando Rielo de Madrid, pour Templo de mortalidad.
- 1999: prix des Lettres de Cordoue, octroyé par la     préfecture de la même ville

## De glorieuse mémoire: les traces du semé
- 2001 : Candidature au prix Nobel par le     biais de l’Université St. Gallen. Admise par l’Académie suédoise
- 2003 : Candidature aux prix Nobel par le     biais du Cercle des Beaux Arts de Madrid. Admise par l’Académie suédoise
- 2007 : Médaille d’Or de l’Andalousie, par la Junte d’Andalousie

## Sources
- «D. Manuel Álvarez Ortega, veterinario militar y poeta, comunicación de Luis Ángel Moreno Fernández-Caparrós y José Manuel Pérez García, en la web del Ministerio de Defensa, consultada el 1/1/2016». Archivado desde el original el 30 de septiembre de 2018. Consultado el 1 de enero de 2016.
- Muere el poeta cordobés Manuel Álvarez Ortega, en diario ABC, 15/06/2014
- Fallece el poeta cordobés Manuel Álvarez Ortega, en diario El Mundo, 15/06/2014
- El poeta escondido, por Adolfo S. Ruiz, en el diario La Vanguardia, 16/06/2014
- Córdoba y Madrid homenajearán a Manuel Álvarez Ortega, en diario ABC, 25/10/2014
- Fidelidad a una poesía, por Marcos-Ricardo Barnatán, en diario El País, 24/08/1977
- El osario de Orfeo, por César Antonio Molina, en diario El País, 19/10/2002
- La Fundación Manuel Álvarez Ortega se constituye en Madrid, en el diario El Día de Córdoba, 14/11/2015
- Oficio de años, de Manuel Rico, en diario El País, 06/08/2005
- Manuel Álvarez Ortega, Premio Provincia de León, de poesía, en diario El País, 04/12/1976
- Manuel Álvarez Ortega, en diario El País, 01/11/1978
- Manuel Álvarez Ortega, ganador del primer Premio de Poesía Mística Fernando Rielo, en diario El P